# Konstanty Zakrzewski
Konstanty Zakrzewski (ur. 14 stycznia 1876 w Warszawie, zm. 19 stycznia 1948 w Krakowie) – polski fizyk.

## Życiorys
- 1893 – aresztowany w Warszawie za udział w tajnej organizacji niepodległościowej, maturę zdał 1895 we Lwowie,
- 1895 – rozpoczął studia na Uniwersytecie Jagiellońskim,
- 1900 – doktorat pod kierownictwem prof. Augusta Witkowskiego,
- 1902–1904 – stypendium w Lejdzie u prof. Heike Kamerlingh-Onnesa,
- 1908 – habilitacja,
- 1911 – powołany na profesora nadzwyczajnego na Uniwersytecie Jagiellońskim (UJ),
- W latach 1911–1913 i od 1917 profesor UJ, kierownik katedry fizyki doświadczalnej,
- 1913–1917 – profesor Uniwersytetu Jana Kazimierza we Lwowie,
- 1920 – członek korespondent Polskiej Akademii Umiejętności,
- 1928–1929 – dziekan Wydziału Filozoficznego UJ.
- 1932 – członek czynny Polskiej Akademii Nauk,
- 1947 – inicjator Komisji Stacyj Badań Promieniowania Kosmicznego.

Jego żoną była Helena Zakrzewska (1880–1952), córką była Maria (1907–1987, działaczka harcerska), żona Henryka i matka Andrzeja.
Zmarł w Krakowie. Pochowany na cmentarzu Rakowickim (kwatera BB-wsch-po prawej Nowosielskich).

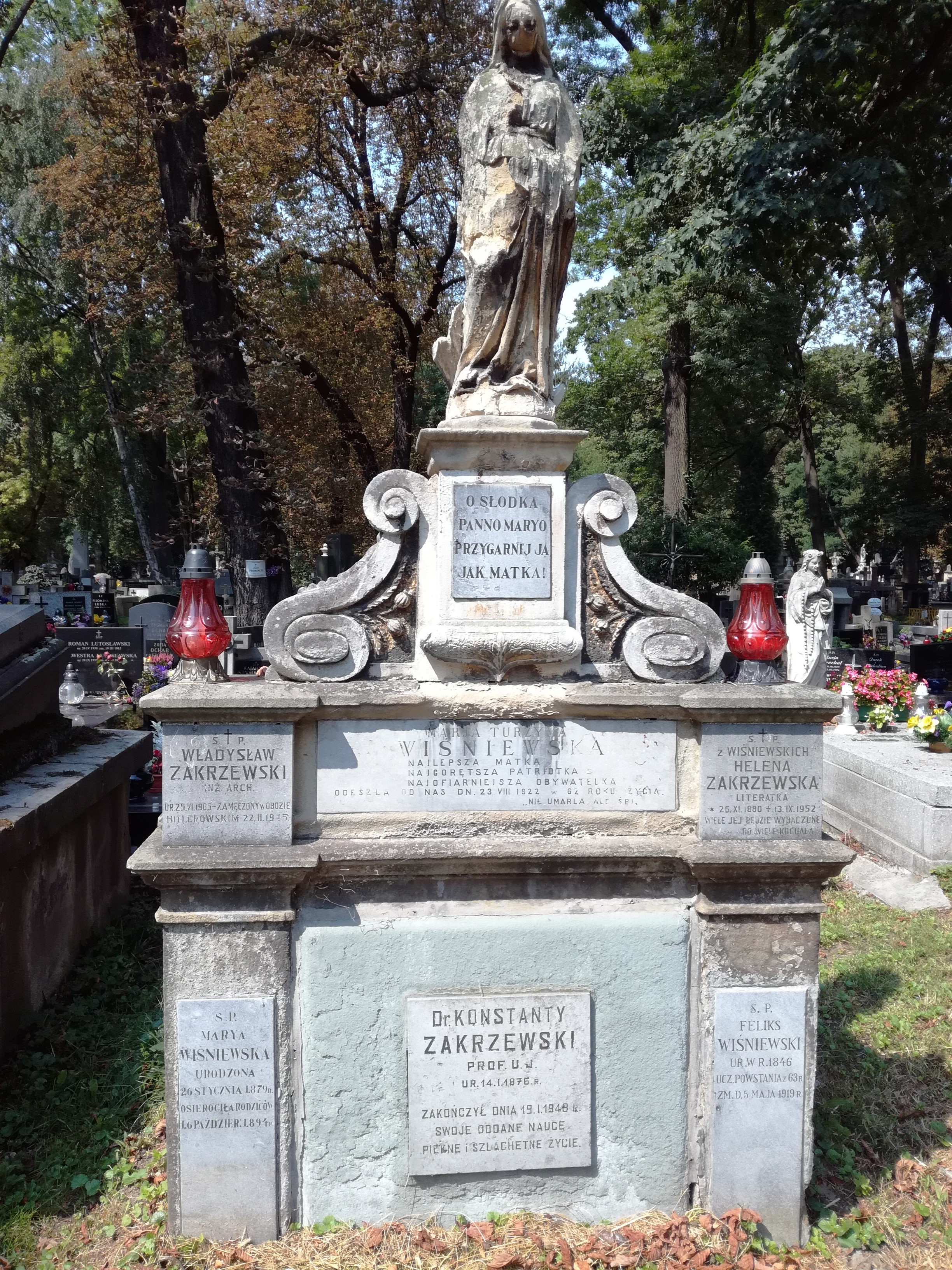
grób prof. Konstantego i Heleny Zakrzewskich na cmentarzu Rakowickim w Krakowie

## Ordery i odznaczenia
- Krzyż Komandorski Orderu Odrodzenia Polski (9 listopada 1932)[3]
- Złoty Krzyż Zasługi (11 listopada 1936)[4]

## Opinie
Na XXXV. Zjeździe Fizyków Polskich w Białymstoku prof. Andrzej Kajetan Wróblewski (Instytut Fizyki Doświadczalnej UW) przedstawił referat nt. „Fizyka w Polsce wczoraj, dziś i jutro” – krótką charakterystykę fizyki w Polsce XX w. Zaprezentował wskaźniki bibliometryczne, liczby dotyczące stopni i tytułów naukowych oraz liczby studentów fizyki. W podsumowaniu ocenił wkład Polaków do światowej fizyki XX w., wyodrębniając przede wszystkim – poza Marią Skłodowską-Curie (która w światowych zestawieniach jest wymieniana jako obywatelka francuska) – czterech fizyków, którzy dokonali odkryć na miarę Nagrody Nobla: Mariana Smoluchowskiego, Mariana Danysza, Jerzego Pniewskiego i Karola Olszewskiego. Wśród osiemnastu mniej zasłużonych, którzy jednak wnieśli bardzo poważny wkład do rozwoju fizyki i w pewnym okresie należeli do liderów światowej fizyki (których nazwiska są wymieniane w syntetycznych obcojęzycznych historycznych opracowaniach) znalazł się Konstanty Zakrzewski.